# Max Pretzfelder
Max Pretzfelder (* 7. März 1888 in Nürnberg; † 9. Juni 1950 in Los Angeles, Vereinigte Staaten) war ein deutscher Zeichner, Maler und Kostümbildner.

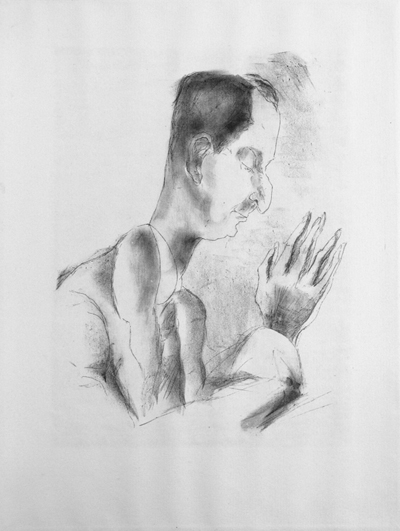
Rudolf Großmann: Porträt Max Pretzfelder (1922)

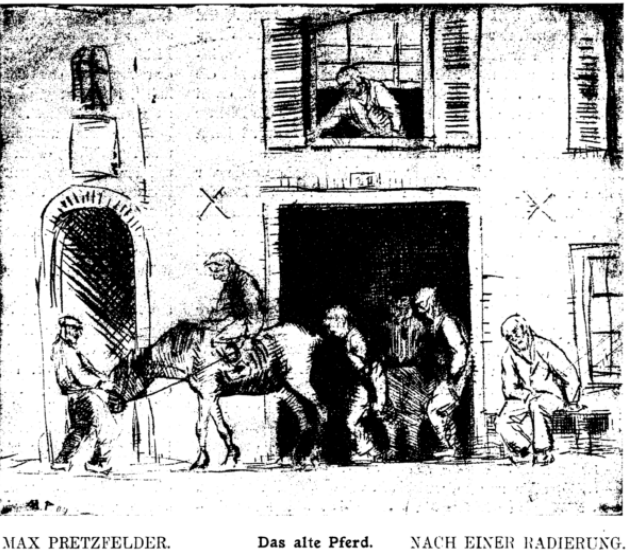
Das alte Pferd (1912)

## Leben und Wirken
Der Nürnberger Kaufmannssohn Max Pretzfelder schrieb sich am 27. Oktober 1906 an der Akademie der Bildenden Künste München ein und ließ sich zum Zeichner und Maler ausbilden. Zu seinen frühen Arbeiten zählen mehrere Radierungen, die er unter anderem 1912 in Ost und West veröffentlichte. Weitere künstlerische Stationen waren Karlsruhe, Berlin und Florenz. Bei Kriegsausbruch 1914 wurde Pretzfelder als sogenannter „feindlicher Ausländer“ auf der Île Longue interniert. Dort lernte Pretzfelder den ebenfalls internierten, späteren Filmregisseur G. W. Pabst kennen, der später eine wichtige Rolle in seinem Filmschaffen spielen sollte. Auch im Lager ging Pretzfelder künstlerischer Tätigkeiten nach und illustrierte beispielsweise eine lagereigene Broschüre über das Schul- und Bildungswesen, genannt Die Insel-Woche.
Wieder zurück in Deutschland, gab Pabst ihm 1925 die kleine Rolle eines Juweliers in seinem Film Die freudlose Gasse. Mit Anbruch des Tonfilmzeitalters entwarf Pretzfelder die Kostüme zu mehreren Pabst-Inszenierungen, darunter auch die Dreigroschenoper-Verfilmung von 1930. Zwei Jahre darauf folgte Pretzfelder Pabst zurück nach Frankreich. Als Jude war ihm in der Zeit des Nationalsozialismus der Rückweg nach Deutschland abgeschnitten, und so übersiedelte Pretzfelder während Pabsts Abwesenheit in Frankreich 1935 in die USA. In Santa Monica niedergelassen, fand er jedoch nur schwer Anschluss an die Filmbranche Hollywoods und verdiente sich seinen Lebensunterhalt mit einem Geschirrladen. Lediglich Fritz Lang und Douglas Sirk holten den seit Februar 1941 naturalisierten Wahl-Amerikaner während des Zweiten Weltkriegs für kleinere Aufgaben zurück zum Film.

## Filmografie
als Kostümbildner, wenn nicht anders angegeben
- 1925: Die freudlose Gasse (nur Schauspieler)
- 1931: Die Dreigroschenoper
- 1932: Die Herrin von Atlantis
- 1933: Don Quichotte
- 1933: Du haut en bas
- 1942: Auch Henker sterben (techn. Berater)
- 1944: Sommerstürme (Summer Storm)